# 新・愛の嵐
『新・愛の嵐』（しん・あいのあらし）は、2002年7月1日から9月27日にかけて、東海テレビ制作・フジテレビ系列で放送された昼ドラマ。

## 概要
- 本作は1986年に放送され大ヒットした『愛の嵐』のリメイク版。川端猛→鳥居猛、三枝伝右衛門→三枝伝衛門など一部役名がオリジナル版と異なり、物語も開始当初はほぼオリジナル版と同じ展開であったが、ひかるの結婚以降はオリジナルと異なる部分も多く、ラストはオリジナルとは全く異なるものとなっている。
- 長らく東海テレビ制作昼ドラマの企画・構成を務めヒットに貢献した東海テレビプロデューサー出原弘之の最後の担当作品となった。
- 放送中は石原良純演じる大河原勇作が奇抜なデザインのネグリジェを着用し、ほぼ毎日違ったデザインだったため、話題となった。
- 鳥居猛役を演じた要潤はこの番組で大きな人気を博し、その後の俳優活動の大きな足がかりとなった。
- 2015年2月4日から5月5日まで、Dlife（月曜-金曜：10時30分-11時00分）で放送された。

## キャスト
- 三枝ひかる：桑名里瑛→藤原ひとみ→藤谷美紀
- 鳥居猛：落合扶樹→勝地涼→要潤
- 大河原勇作：石原良純
- 大河原秀子：北原奈々子
- 副島薫平：唐沢民賢
- 三枝文彦：山内秀一→藤間宇宙→鈴木浩介
- 西野友子：竹本聡子
- 琴子：青田典子
- 大河原静子：長谷川稀世
- 三枝伝衛門：渡辺裕之
- 三枝絹：かとうかずこ
- 山海和尚：愛川欽也

## スタッフ
- 企画：出原弘之（東海テレビ）
- プロデューサー：市野直親、平野一夫、福田誠、小松貴生
- 脚本：大久保昌一良、田部俊行、岩村匡子、林誠人
- 演出：金子与志一、小池唯一、島﨑敏樹、福田誠
- 主題歌：吉村まさみ feat．De Voice「Delight of my love」
- 音楽：山下康介
- 音楽制作：インスパイア・ホールディングス
- 制作：東海テレビ、泉放送制作